# Copa da UEFA de 1998–99
Copa da UEFA de 1998–99 foi a vigésima oitava edição da Copa da UEFA, vencida pelo Parma da Itália em vitória sobre o Olympique de Marselha por 3 a 0, com gols de Crespo, Vanoli e Chiesa.

## 1ª pré-eliminatória
| Equipe 1          | Total  | Equipe 2                | 1.º jogo | 2.º jogo |
| ----------------- | ------ | ----------------------- | -------- | -------- |
| Argeş Piteşti     | 7–1    | Dynamo Baku             | 5–1      | 2–0      |
| Belshina Bobruisk | 1–3    | CSKA Sofia              | 0–0      | 1–3      |
| Omonia            | 8–6    | Linfield                | 5–1      | 3–5      |
| Shakhtar Donetsk  | 6–1    | Birkirkara              | 2–1      | 4–0      |
| Kolkheti Poti     | 0–11   | Red Star Belgrade       | 0–4      | 0–7      |
| Inter Bratislava  | 4–0    | SK Tirana               | 2–0      | 2–0      |
| Tallinna Sadam    | 1–5    | Polonia Warsaw          | 0–2      | 1–3      |
| HB Tórshavn       | 2–4    | VPS                     | 2–0      | 0–4      |
| Zeljeznicar       | 1–2    | Kilmarnock              | 1–1      | 0–1      |
| Mura              | 8–2    | Daugava Riga            | 6–1      | 2–1      |
| ÍA                | 3–3(a) | Zalgiris Vilnius        | 3–2      | 0–1      |
| Hapoel Tel Aviv   | 6–2    | FinnPa                  | 3–1      | 3–1      |
| Shirak            | 0–7    | Malmö                   | 0–2      | 0–5      |
| Germinal Ekeren   | 4–1    | FK Sarajevo             | 4–1      | 0–0      |
| Shelbourne        | 3–7    | Rangers                 | 3–5      | 0–2      |
| Oţelul Galaţi     | 4–1    | Sloga Jugomagnat        | 3–0      | 1–1      |
| Union Luxembourg  | 0–7    | IFK Göteborg            | 0–3      | 0–4      |
| Ferencvárosi TC   | 14–1   | Club Esportiu Principat | 6–0      | 8–1      |
| Tiligul Tiraspol  | 0–6    | Anderlecht              | 0–1      | 0–5      |
| Newtown           | 0–7    | Wisla Kraków            | 0–0      | 0–7      |

## 2ª pré-eliminatória
| Equipe 1          | Total  | Equipe 2         | 1.º jogo | 2.º jogo |
| ----------------- | ------ | ---------------- | -------- | -------- |
| Red Star Belgrade | 4–2    | Rotor Volgograd  | 2–1      | 2–1      |
| Ferencvárosi TC   | 4–6    | AEK Athens       | 4–2      | 0–4      |
| Germinal Ekeren   | 3–5    | Servette         | 1–4      | 2–1      |
| Argeş Piteşti     | (a)4–4 | İstanbulspor     | 2–0      | 2–4      |
| Molde             | 0–2    | CSKA Sofia       | 0–0      | 0–2      |
| IFK Göteborg      | 2–2(a) | Fenerbahçe       | 2–1      | 0–1      |
| Mura              | 0–2    | Silkeborg        | 0–0      | 0–2      |
| Rangers           | 2–0    | PAOK             | 2–0      | 0–0      |
| Slavia Praga      | 4–2    | Inter Bratislava | 4–0      | 0–2      |
| Zürich            | 6–3    | Shakhtar Donetsk | 4–0      | 2–3      |
| Brann             | 1–0    | Zalgiris Vilnius | 1–0      | 0–0      |
| Wisla Kraków      | 7–2    | Trabzonspor      | 5–1      | 2–1      |
| Vejle             | 6–0    | Oţelul Galaţi    | 3–0      | 3–0      |
| Hapoel Tel Aviv   | 1–1(p) | Strømsgodset     | 1–0      | 0–1(aet) |
| Osijek            | 3–3(a) | Anderlecht       | 3–1      | 0–2      |
| Omonia            | 3–3(a) | Rapid Wien       | 3–1      | 0–2      |
| VPS               | 0–3    | Grazer AK        | 0–0      | 0–3      |
| Polonia Warsaw    | 0–2    | Dynamo Moscow    | 0–1      | 0–1      |
| Hajduk Split      | 3–2    | Malmö            | 1–1      | 2–1      |
| Sigma Olomouc     | 4–0    | Kilmarnock       | 2–0      | 2–0      |

## Primeira fase
| Equipe 1          | Total  | Equipe 2             | 1.º jogo | 2.º jogo |
| ----------------- | ------ | -------------------- | -------- | -------- |
| Sparta Praga      | 2–5    | Real Sociedad        | 2–4      | 0–1      |
| Fenerbahçe        | 2–3    | Parma                | 1–0      | 1–3      |
| Blackburn Rovers  | 2–3    | Lyon                 | 0–1      | 2–2      |
| Dynamo Moscow     | 5–4    | Skonto               | 2–2      | 3–2      |
| Vitória Guimarães | 2–4    | Celtic               | 1–2      | 1–2      |
| Stuttgart         | 4–3    | Feyenoord            | 1–3      | 3–0      |
| Argeş Piteşti     | 0–8    | Celta de Vigo        | 0–1      | 0–7      |
| Silkeborg         | 0–3    | Roma                 | 0–2      | 0–1      |
| LKS Łódź          | 1–3    | Monaco               | 1–3      | 0–0      |
| Litex Lovech      | 1–3    | Grazer AK            | 1–1      | 0–2      |
| Anderlecht        | 0–2    | Grasshoppers         | 0–2      | 0–0      |
| Fiorentina        | 2–1    | Hajduk Split         | 2–1      | 0–0      |
| Aston Villa       | 6–2    | Strømsgodset         | 3–2      | 3–0      |
| Schalke 04        | 1–1(p) | Slavia Praga         | 1–0      | 0–1(aet) |
| Servette          | 2–2(a) | CSKA Sofia           | 2–1      | 0–1      |
| Red Star Belgrade | (p)3-3 | Metz                 | 2–1      | 1–2(aet) |
| Košice            | 0–8    | Liverpool            | 0–3      | 0–5      |
| Sporting CP       | 1–4    | Bologna              | 0–2      | 1–2      |
| NK Maribor        | 0–5    | Wisla Kraków         | 0–2      | 0–3      |
| Vejle             | 1–5    | Real Betis           | 1–0      | 0–5      |
| Bordeaux          | 3–2    | Rapid Wien           | 1–1      | 2–1      |
| Atlético Madrid   | 3–0    | Obilic               | 2–0      | 1–0      |
| Beitar Jerusalem  | 3–5    | Rangers              | 1–1      | 2–4      |
| Leeds United      | (p)1-1 | Marítimo             | 1–0      | 0–1(aet) |
| Udinese           | 1–2    | Bayer Leverkusen     | 1–1      | 0–1      |
| Steaua Bucharest  | 3–7    | Valencia             | 3–4      | 0–3      |
| Willem II         | 6–0    | Dinamo Tbilisi       | 3–0      | 3–0      |
| Zürich            | 7–2    | Anorthosis Famagusta | 4–0      | 3–2      |
| Újpest            | 2–7    | Club Brugge          | 0–5      | 2–2      |
| Vitesse           | 6–3    | AEK Athens           | 3–0      | 3–3      |
| Brann             | 2–4    | Werder Bremen        | 2–0      | 0–4(aet) |
| Sigma Olomouc     | 2–6    | Marseille            | 2–2      | 0–4      |

## Segunda fase
| Equipe 1          | Total  | Equipe 2        | 1.º jogo | 2.º jogo |
| ----------------- | ------ | --------------- | -------- | -------- |
| Dynamo Moscow     | 2–6    | Real Sociedad   | 2–3      | 0–3      |
| CSKA Sofia        | 2–5    | Atlético Madrid | 2–4      | 0–1      |
| Roma              | 1–0    | Leeds United    | 1–0      | 0–0      |
| Celtic            | 3–5    | Zürich          | 1–1      | 2–4      |
| Grasshoppers      | 3–2    | Fiorentina      | 0–2      | 3–0      |
| Vitesse           | 1–3    | Bordeaux        | 0–1      | 1–2      |
| Bayer Leverkusen  | 2–3    | Rangers         | 1–2      | 1–1      |
| Wisla Kraków      | 2–3    | Parma           | 1–1      | 1–2      |
| Grazer AK         | 3–7    | Monaco          | 3–3      | 0–4      |
| Werder Bremen     | 3–4    | Marseille       | 1–1      | 2–3      |
| Celta de Vigo     | 3–2    | Aston Villa     | 0–1      | 3–1      |
| Liverpool         | (a)2–2 | Valencia        | 0–0      | 2–2      |
| Bologna           | 4–1    | Slavia Praga    | 2–1      | 2–0      |
| Willem II         | 1–4    | Real Betis      | 1–1      | 0–3      |
| Red Star Belgrade | 3–5    | Lyon            | 1–2      | 2–3      |
| Stuttgart         | 3–4    | Club Brugge     | 1–1      | 2–3(aet) |

## Terceira fase
| Equipe 1      | Total  | Equipe 2        | 1.º jogo | 2.º jogo |
| ------------- | ------ | --------------- | -------- | -------- |
| Real Sociedad | 3–5    | Atlético Madrid | 2–1      | 1–4(aet) |
| Roma          | 3–2    | Zürich          | 1–0      | 2–2      |
| Grasshoppers  | 3–3(a) | Bordeaux        | 3–3      | 0–0      |
| Rangers       | 2–4    | Parma           | 1–1      | 1–3      |
| Monaco        | 2–3    | Marseille       | 2–2      | 0–1      |
| Celta de Vigo | 4–1    | Liverpool F.C.  | 3–1      | 1–0      |
| Bologna       | 4–2    | Real Betis      | 4–1      | 0–1      |
| Lyon          | 5–3    | Club Brugge     | 1–0      | 4–3      |

## Quartas-de-final
| Equipe 1        | Total | Equipe 2      | 1.º jogo | 2.º jogo |
| --------------- | ----- | ------------- | -------- | -------- |
| Atlético Madrid | 4–2   | Roma          | 2–1      | 2–1      |
| Bordeaux        | 2–7   | Parma         | 2–1      | 0–6      |
| Marseille       | 2–1   | Celta de Vigo | 2–1      | 0–0      |
| Bologna         | 3–2   | Lyon          | 3–0      | 0–2      |

## Semifinais
| Equipe 1        | Total  | Equipe 2 | 1.º jogo | 2.º jogo |
| --------------- | ------ | -------- | -------- | -------- |
| Atlético Madrid | 2–5    | Parma    | 1–3      | 1–2      |
| Marseille       | (a)1–1 | Bologna  | 0–0      | 1–1      |

## Final
| Equipe 1 | Total | Equipe 2  | 1.º jogo | 2.º jogo |
| -------- | ----- | --------- | -------- | -------- |
| Parma    | 3–0   | Marseille | 3–0      |          |

| 12 de maio de 1999 | Parma                                | 3 – 0  | Marseille |                                                     |
|                    | Crespo 26' · Vanoli 36' · Chiesa 55' | Report |           | Público: 62 000 Árbitro: SCO Hugh Dallas (Scotland) |